# Leucotmemis dorsalis
Leucotmemis dorsalis är en fjärilsart som beskrevs av Walker 1854. Leucotmemis dorsalis ingår i släktet Leucotmemis och familjen björnspinnare. Inga underarter finns listade i Catalogue of Life.